# Yoga-tattva-upaniṣad
Dentro del canon aduaita, el Yoga-tattva-upaniṣad está clasificado como un Upanishad de menor importancia, que trata acerca de las prácticas de yoga.

## Datación
El texto podría haber sido escrito en el siglo XV d. C..[cita requerida] La tradición hinduista de los últimos siglos lo relaciona con el Iayur-veda negro
El Ioga-tattwa-upanishad también es conocido como una de las fuentes más antiguas de las ideas tántricas relacionadas con los chakrás (seis o siete centros de energía mítica que se encontrarían a lo largo de la columna vertebral).

## Contenido
Los versos 12 y 13 de este Upanishad presentan una lista de upasarga (en sánscrito, ‘aflicciones’), que un practicante de yoga debe esforzarse por superar, como por ejemplo:
- kama krodha bhaiam cha api moha lobha mado rayaj

El deseo sexual, la ira, el miedo, el engaño (la confusión), la avaricia, la locura, el entusiasmo,
- yanma mritiush cha karpanian shoka standra kshudha trisha

el nacimiento, la muerte, la avaricia, la aflicción, el desmayo, los mareos, el hambre,

- trishna lasha bhaiam dujkham vishado harsha eva cha

la sed, la ambición, el miedo, el sufrimiento, el corazón ardiente, el dolor y la crueldad.

- ebhir doshair vinirmuktaj sa yiváj kevalo mataj

Se considera que esa yivá es kevala (solo, único, solitario) cuando está liberada de esas [20] manchas (doshas).
- vighna (malas cualidades): la pereza, la jactancia, las malas compañías, la obtenimiento de mantras, el juego con metales (metalurgia y alquimia) y el deseo de mujeres.

El Ioga-tattwa-upanishad también es conocido como una de las fuentes más antiguas de las ideas tántricas relacionadas con los chakrás (seis o siete centros de energía mítica que se encontrarían a lo largo de la columna vertebral).